# Atropacarus ciliosus
Atropacarus ciliosus är en kvalsterart som beskrevs av Wojciech Niedbała 2002. Atropacarus ciliosus ingår i släktet Atropacarus och familjen Phthiracaridae. Inga underarter finns listade.